# Amblypneustes
Genre
Amblypneustes est un genre d'oursins (échinodermes) de la famille des Temnopleuridae, que l'on trouve en Australie.

## Caractéristiques

Amblypneustes pallidus subglobosus

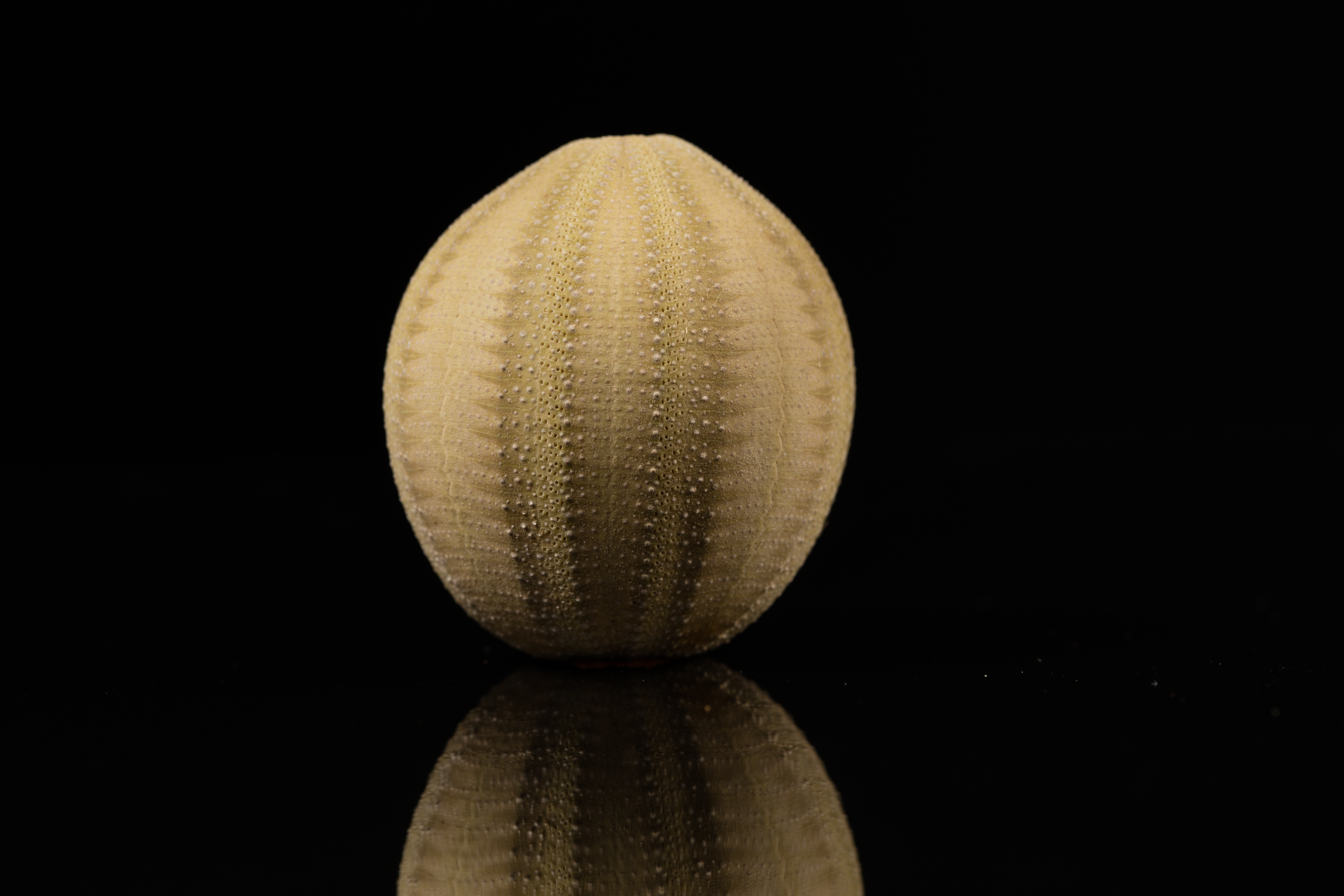
Test dAmblypneustes ovum

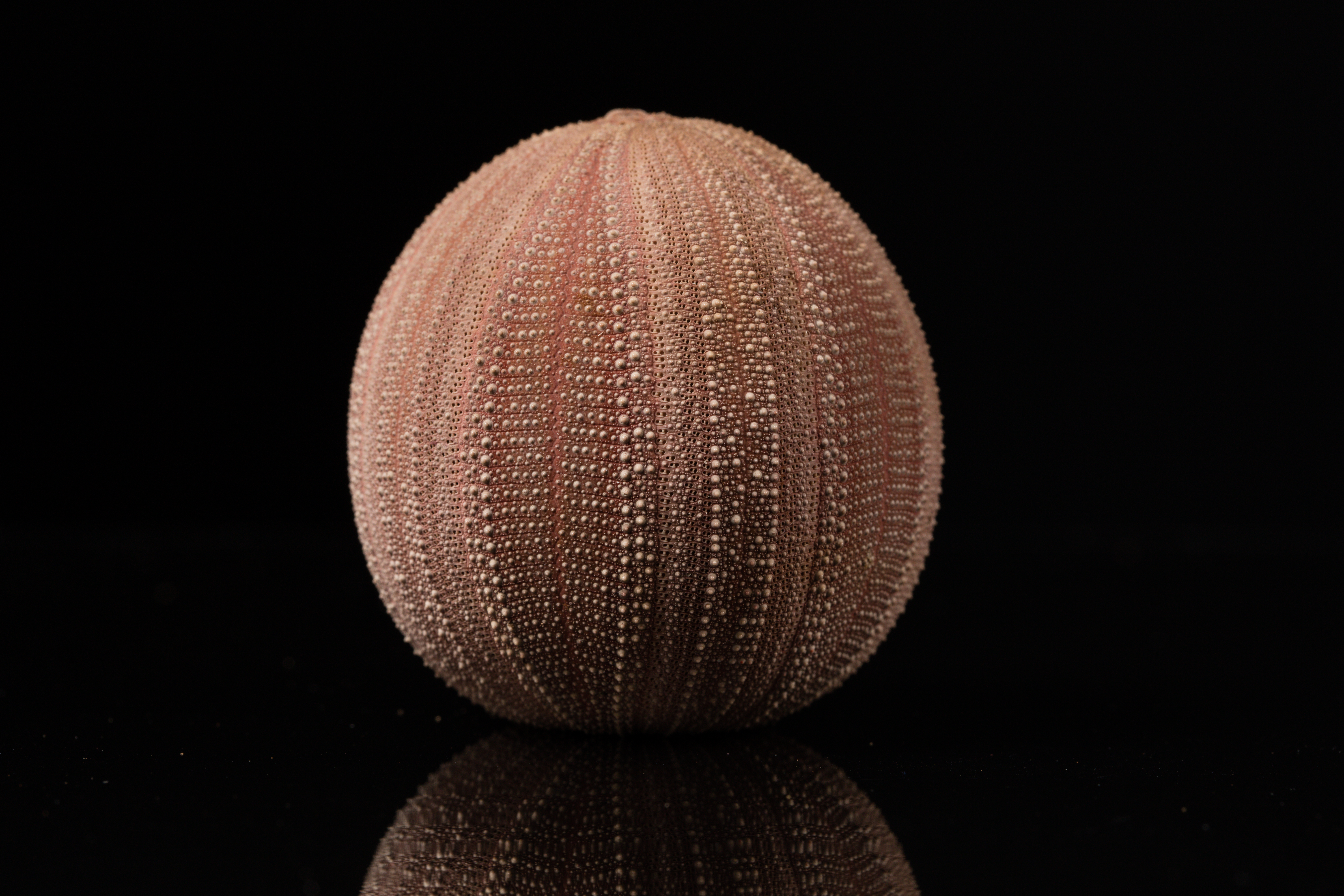
Test dAmblypneustes formosus

Ce sont de petits oursins réguliers, de forme sphérique, avec la bouche située au centre de la face inférieure (« face orale ») et l'anus à l'opposé (face dite « aborale »), au sein de l'« appareil apical » situé au sommet de la coquille (appelée « test »).
Le test est presque parfaitement sphérique, avec une paroi relativement fine.

Le petit disque apical est dicyclique, avec les gonopores sur le bord des plaques génitales. Les plaques génitales portent des tubercules formant un cercle autour du périprocte, subcirculaire et sans plaques suranales. 

Les ambulacres sont presque aussi larges que les interambulacres. Les plaques ambulacraires sont trigéminées. les paires de pores sont arrangées en arcs presque verticaux formant une large bande adradiale. Les ambulacres ne forment pas de phyllodes oralement. Un tubercule primaire orne chaque plaque composée près de la zone à pores, plus un ou deux petits tubercules secondaires, disposés en lignes sur les gros individus.

Les plaques interambulacraires sont plus larges que hautes, et portent en leur centre un petit tubercule primaire et de petits tubercules secondaires, non alignés. 
Les tubercules sont petits, et de taille similaires aux ambulacres et interambulacres. Tous sont imperforés et pratiquement pas crénulés.
 
Les plaques apparaissent presque nues, surtout aux interradius, mais il n'y a pas de zones nues bien définies sur les interambulacres adapicaux.
 
Il n'y a généralement pas de fossettes aux sutures.
 
Le péristome est petit (30-35 % du diamètre du test), avec des encoches buccales très réduites.

Les radioles sont courtes et uniformes.
Ces oursins ne doivent pas être confondus avec les proches Holopneustes, eux aussi élancés verticalement, mais qui portent un tubercule primaire sur chaque plaque ambulacraire.

## Liste d'espèces
Selon World Register of Marine Species (26 avril 2014) :
- Amblypneustes corrali Lambert & Roig in Sánchez Roig, 1949 †
- Amblypneustes elevatus (Hutton, 1872) -- Nouvelle-Zélande
- Amblypneustes formosus Valenciennes, 1846 -- Sud de l'Australie
- Amblypneustes grandis H.L. Clark, 1912 -- Sud de l'Australie
- Amblypneustes leucoglobus Döderlein, 1914 -- Sud-ouest de l'Australie
- Amblypneustes ovum (Lamarck, 1816) -- Sud-est de l'Australie
- Amblypneustes pallidus (Lamarck, 1816) -- Sud et Ouest de l'Australie
- Amblypneustes pulchellus (H.L. Clark, 1928) -- Sud-est de l'Australie

Le symbole † indique un taxon éteint.

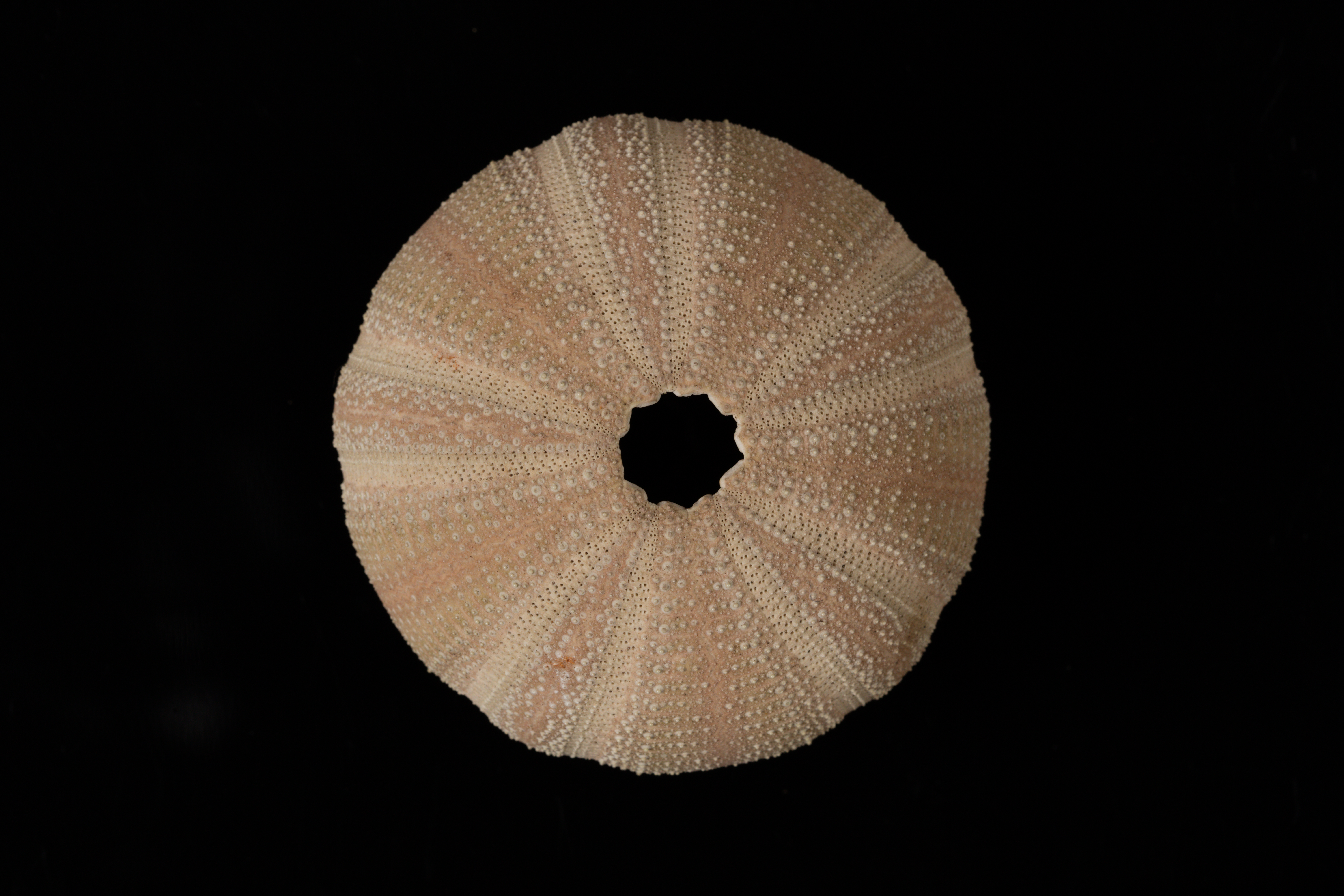
Amblypneustes elevatus (Auckland Museum).
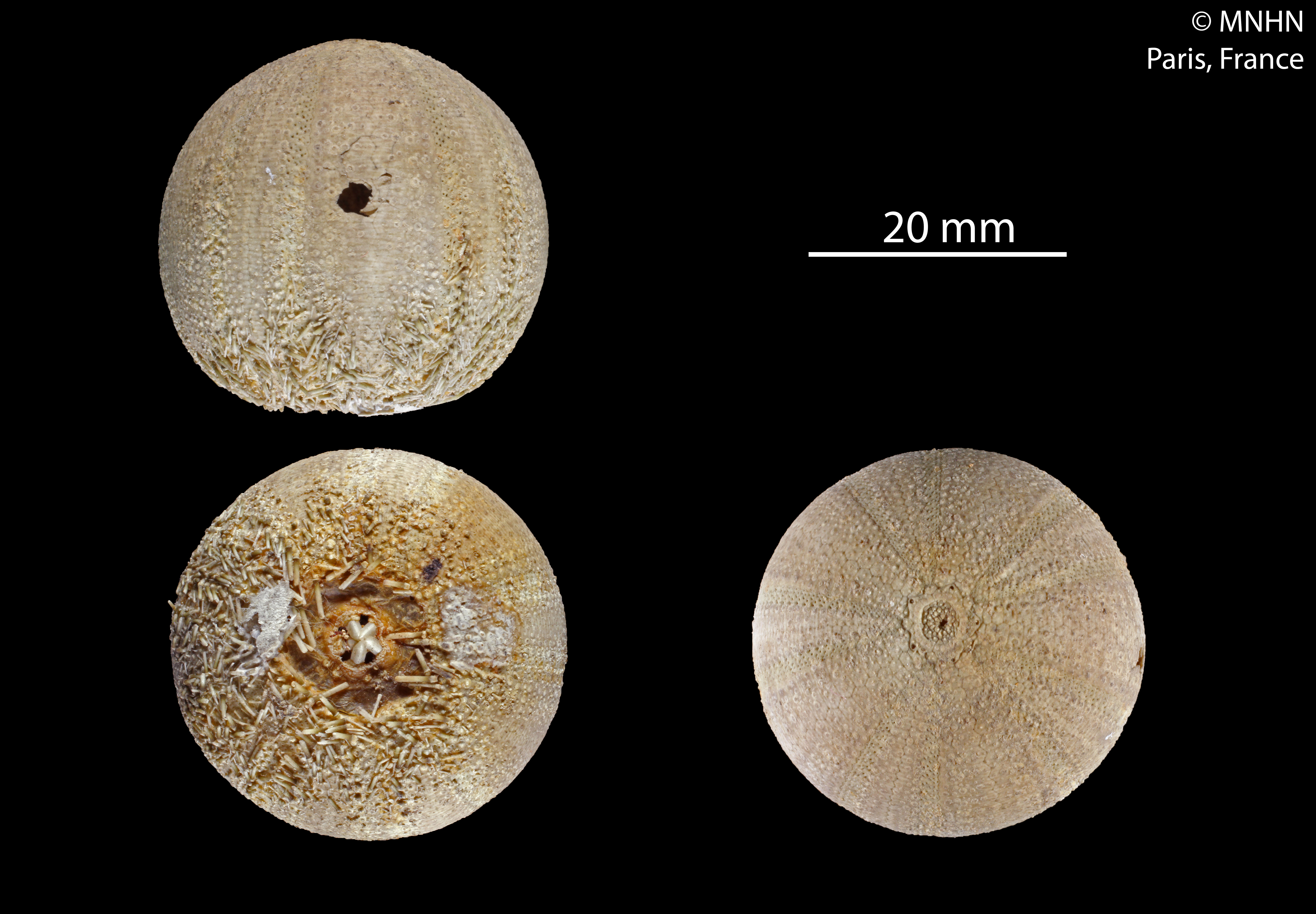
Amblypneustes formosus (MNHN).
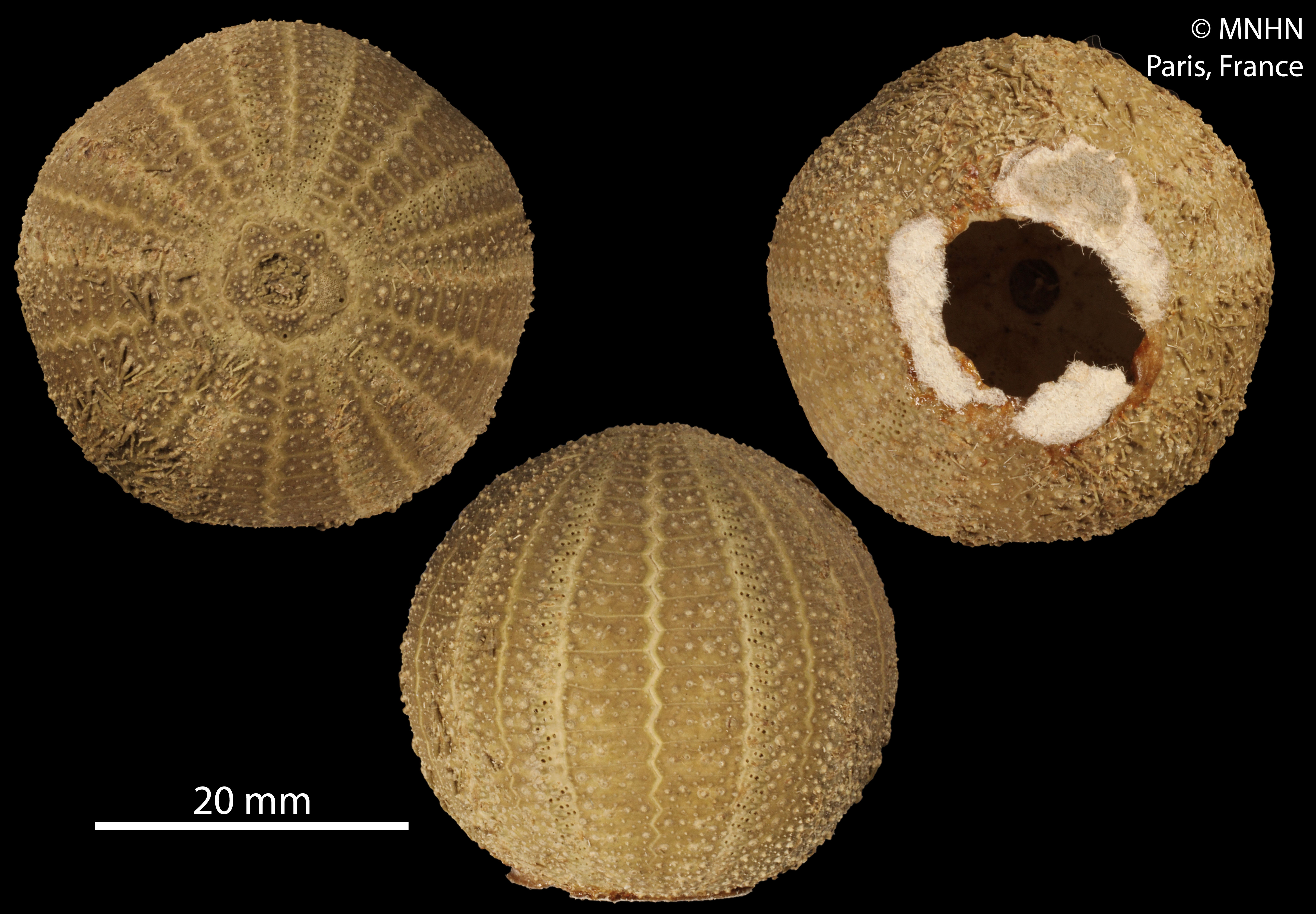
Amblypneustes ovum (MNHN).
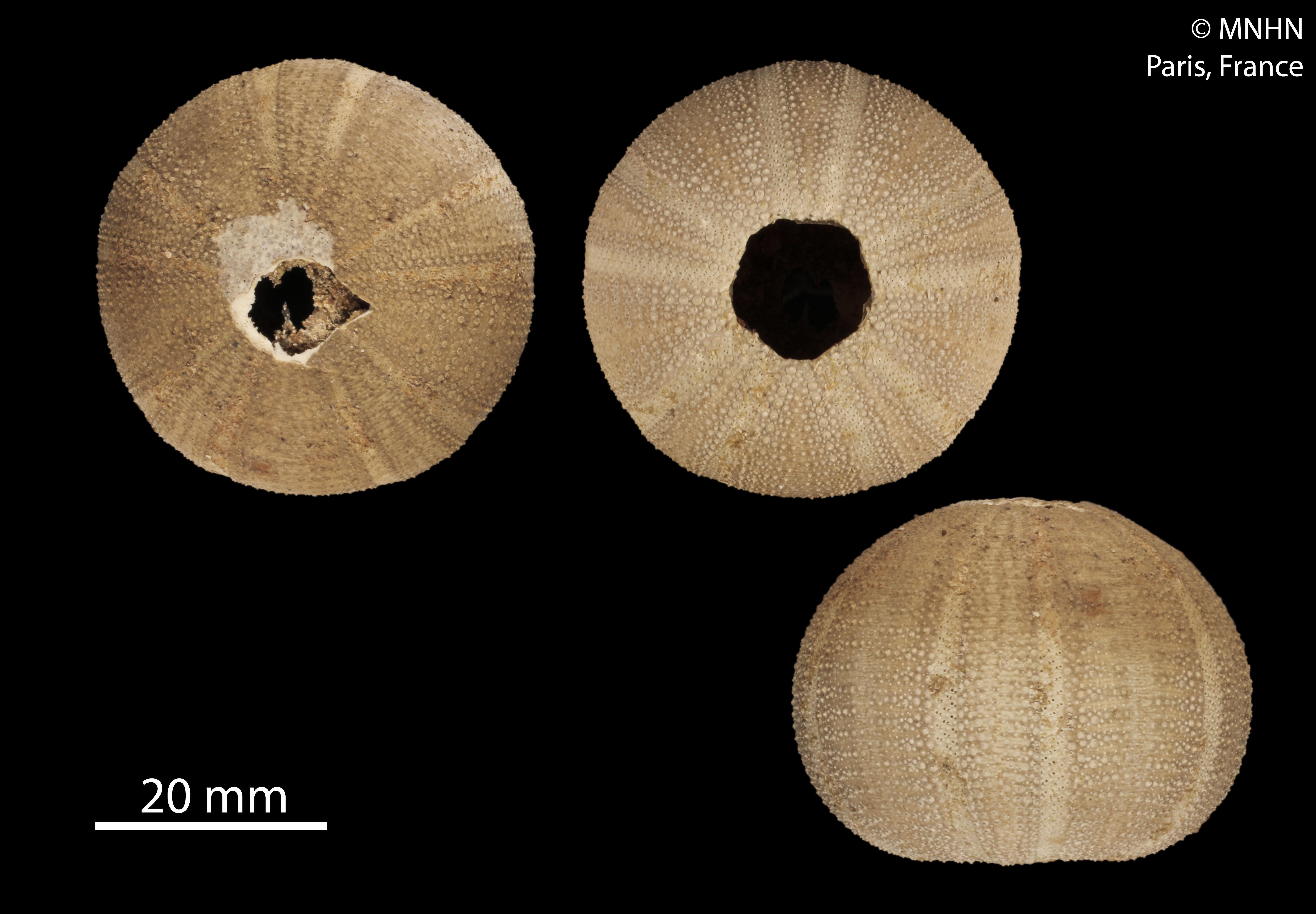
Amblypneustes pallidus (MNHN).